# Cầu Octávio Frias de Oliveira
Cầu Octávio Frias là một cây cầu dây văng tại São Paulo, Brasil bắc qua sông Pinheiros, thông xe vào tháng 5 năm 2008. Cây cầu cao 138 m, dài 1.600 m nối bờ Pinheiros với đại lộ Jornalista Roberto Marinho.
Kiểu dáng của cầu rất đặc biệt do cầu có cột trụ hình chữ X.
Đây là cây cầu duy nhất trên thế giới có hai tầng đường quay sang hai phía, được nâng đỡ bởi một cột trụ bê tông.
Vào cuối tháng 12, đèn được lắp đặt lên các dây cáp và những hiệu ứng ánh sáng của cây cầu  trông giống như ánh đèn trên một cây thông Giáng sinh.
Chi phí là  184 triệu Real để xây dựng cây cầu và 40 triệu R$  để chiếu sáng.

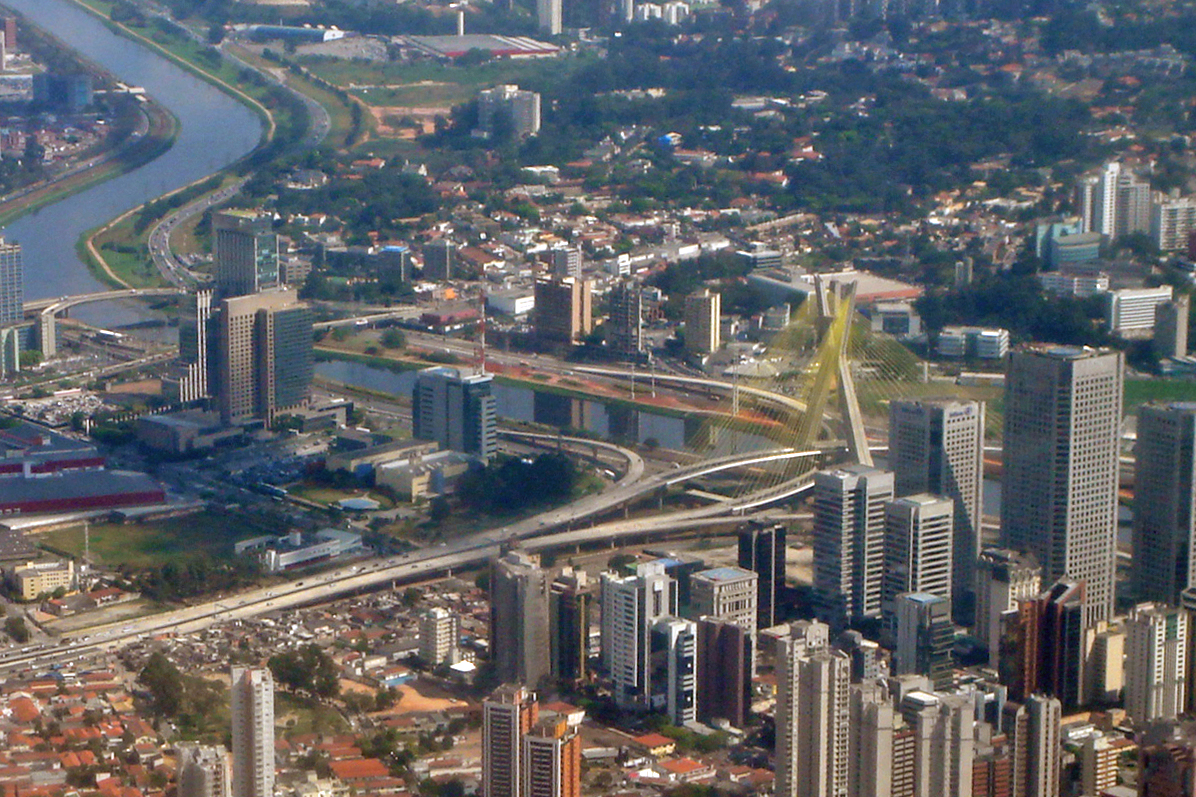
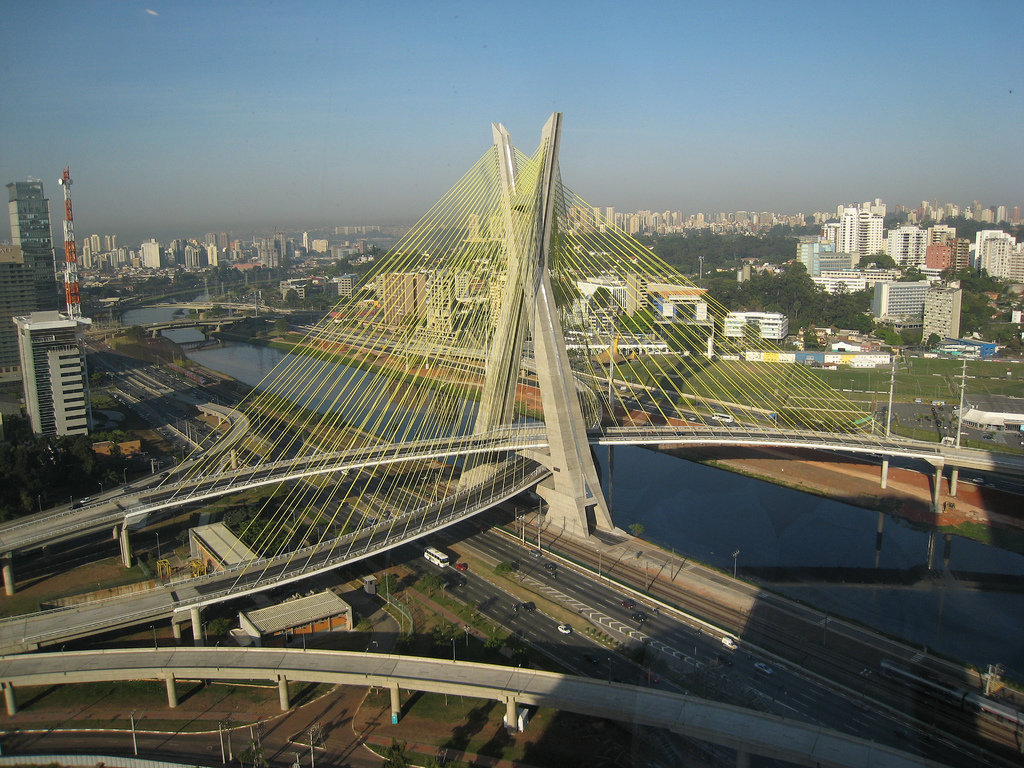
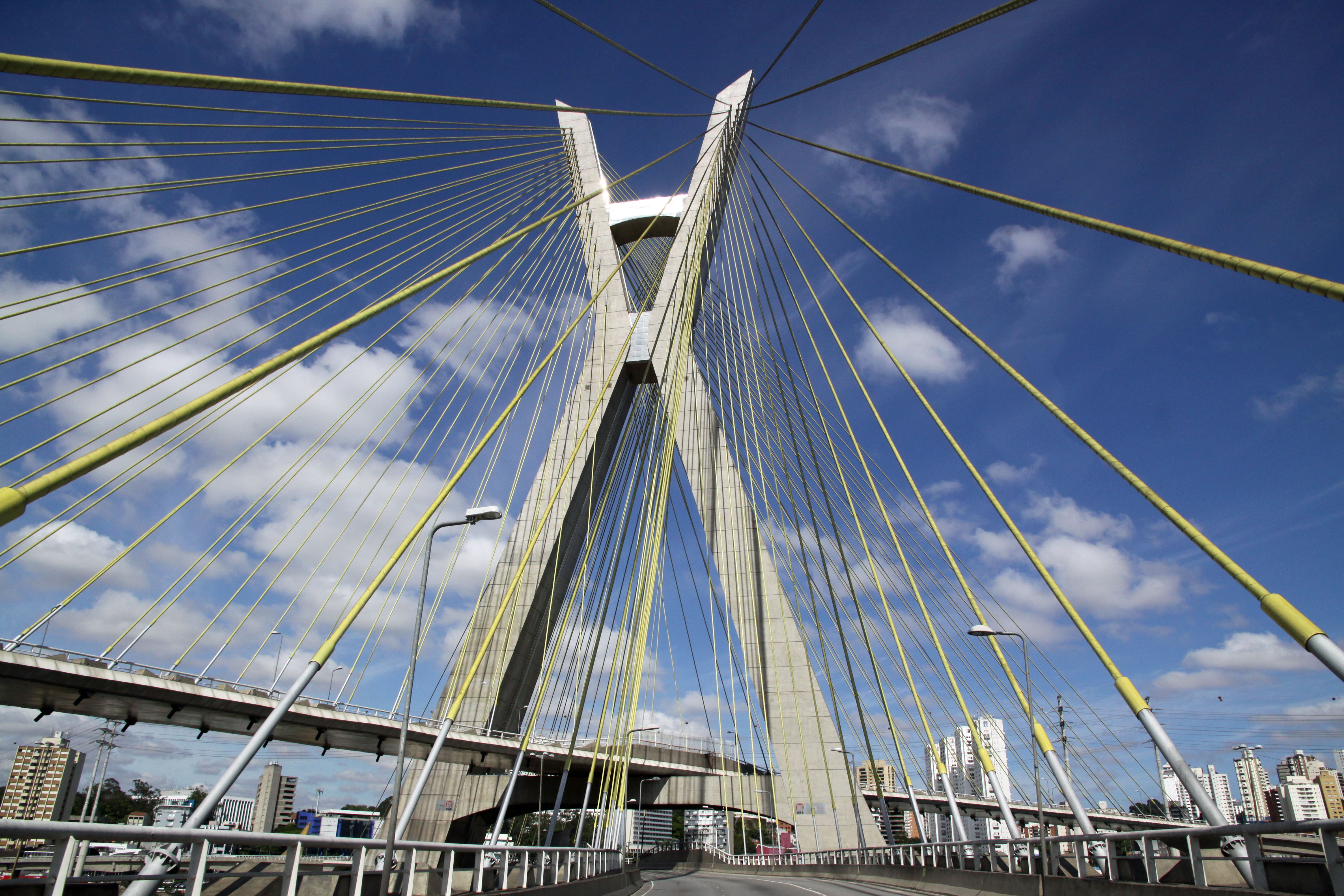